# Gregorio Guglielmi

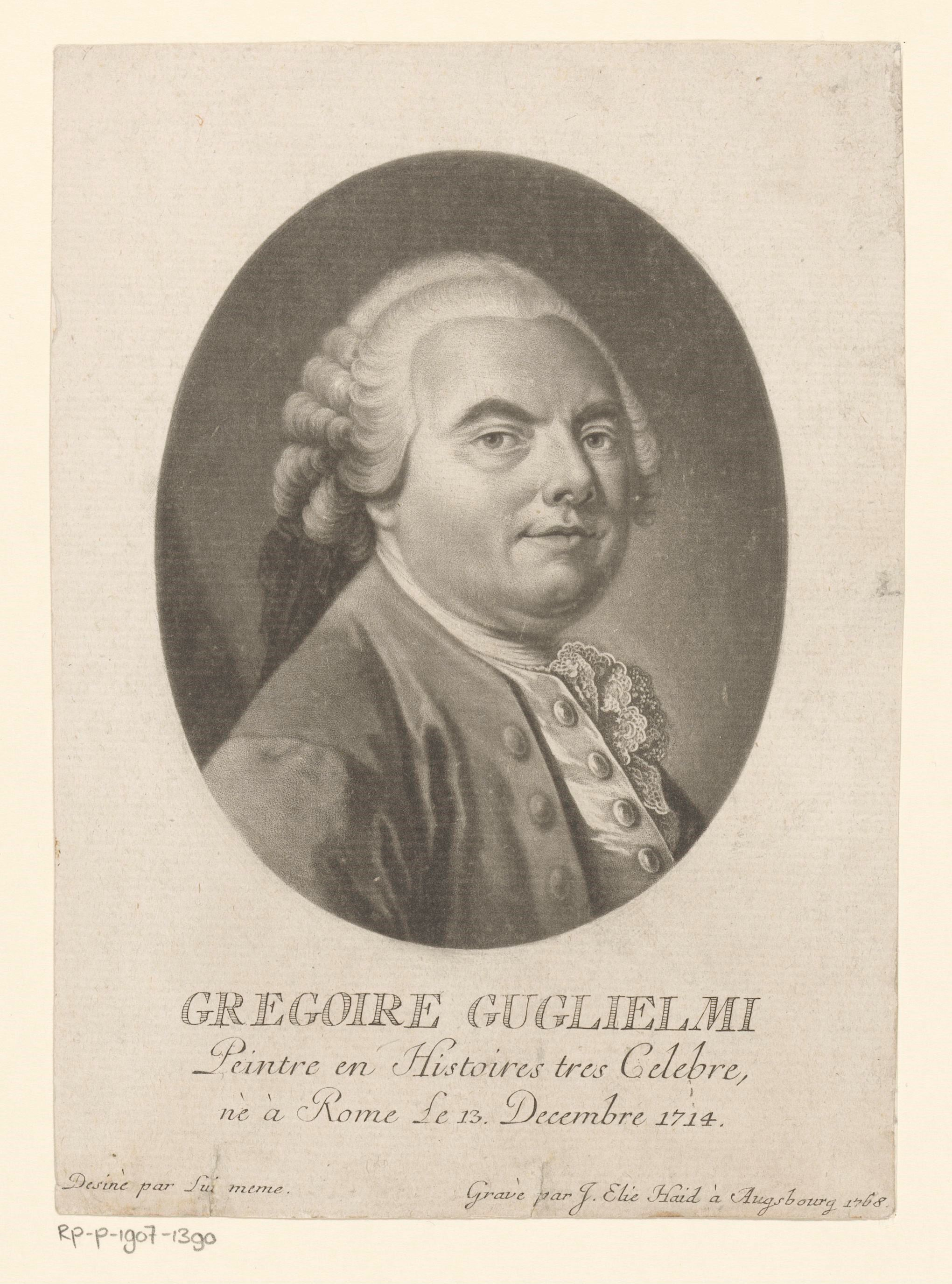
Gregorio Guglielmi

Gregorio Guglielmi (* 13. Dezember 1714 in Rom; † 2. Februar 1773 in Sankt Petersburg) war ein italienischer Freskenmaler des 18. Jahrhunderts.

## Leben
Er war Schüler von Francesco Trevisani oder von Sebastiano Conca und wurde von Kardinal Alessandro Albani gefördert. Guglielmis früheste Werke finden sich in Rom, bald aber erweiterte er sein Tätigkeitsfeld auf Mittel- und Nordeuropa.
Kardinal Neri Corsini beauftragte ihn mit der Schmückung des historischen Teils der Bibliotheca Corsiniana. Guglielmi arbeitete auch in San Giovanni de Matha (1744–48), in der Kirche Santissima Trinità degli Spagnoli, Rom, und im Refektorium von Sant’Agostino (Moltiplicazione dei pani e dei pesci, 1750–51). 1753 ging Guglielmi nach Dresden und 1755 nach Wien, wo er unter anderem die Neue Aula der Universität und die Große Galerie im Schloss Schönbrunn mit Deckenfresken versah (beide Werke sind im Original zerstört, jenes in Schloss Schönbrunn teilweise infolge von Kriegseinwirkung, der Festsaal der Neuen Aula gänzlich durch einen Brand im Jahr 1961; beide wurden jedoch durch Paul Reckendorfer rekonstruierend nachgestaltet). 1764 arbeitete Guglielmi in Berlin, 1765 in Augsburgs Schaezlerpalais. Er war auch in Turin und in Sankt Petersburg tätig. Seine Werke stehen am Übergang von Barock und Klassizismus. Auch genannt Rokoko.

## Weitere Werke
- Rom, Palazzo Corsini: La Storia ordina al Tempo di scoprire la Verità (Fresko)[1]
- Rom, San Marcello al Corso: Miracoli di Santa Giuliana Falconieri, 6 Leinwandgemälde, 1738 entstanden.[1]
- Rom, Santo Spirito in Sassia: Freskenzirkel Profeti, Vita di Cristo e Storie degli apostoli (32 Werke, 1745–48 entstanden)[1]

## Bildergalerie

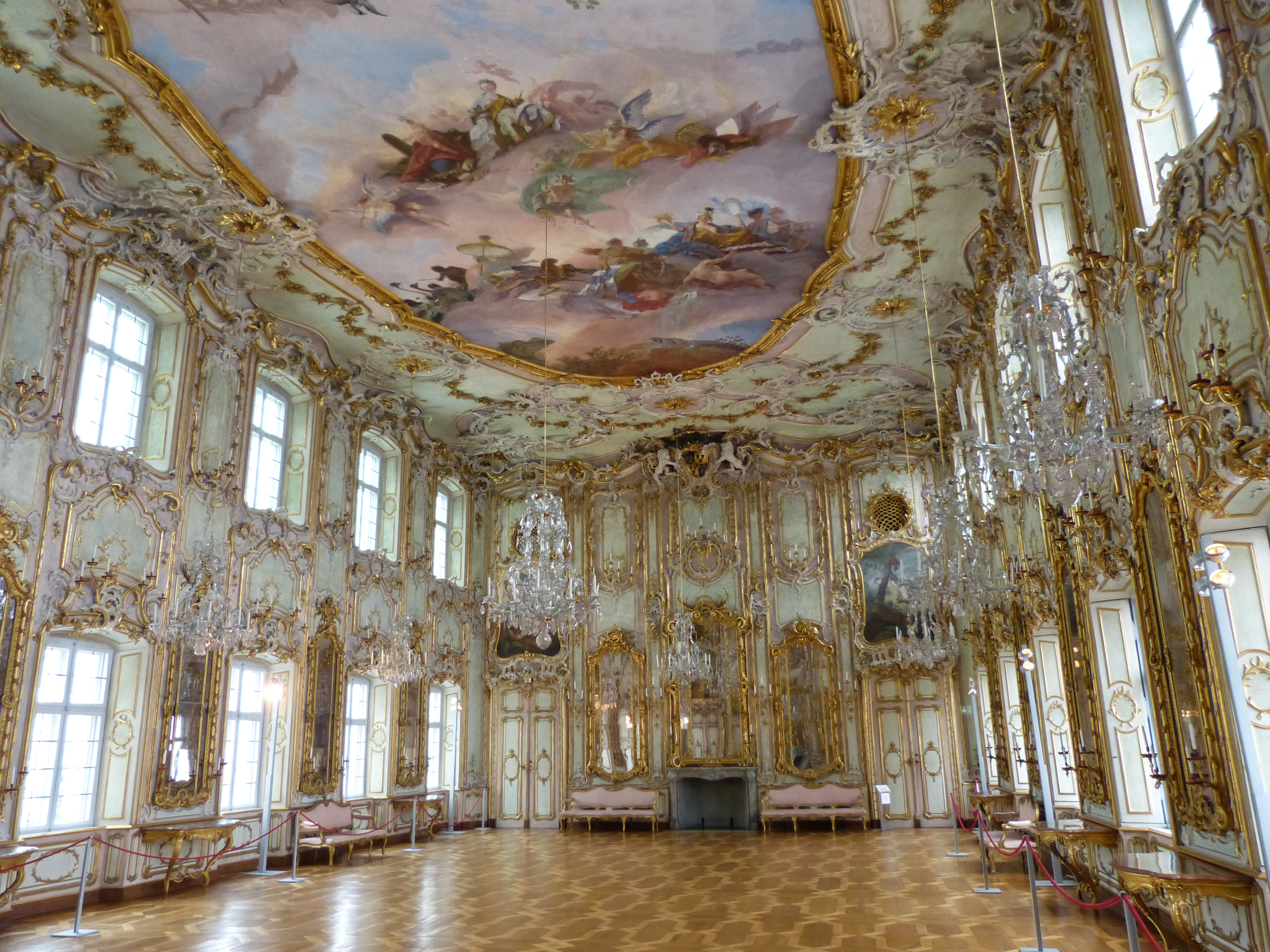
Gregorio Guglielmi: Deckengemälde im Festsaal des Schaezlerpalais, Augsburg
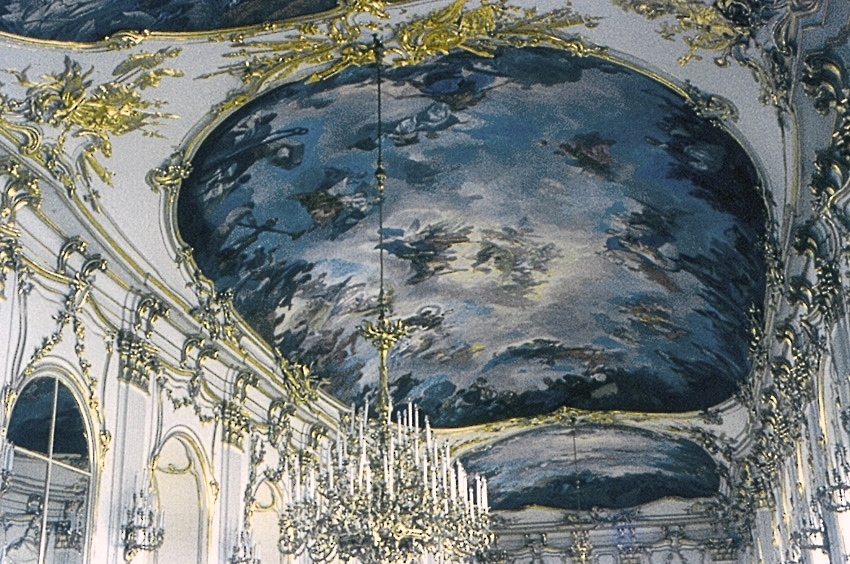
Gregorio Guglielmi und Paul Reckendorfer (teilweise Rekonstruktion): Deckengemälde in der Großen Galerie von Schloss Schönbrunn
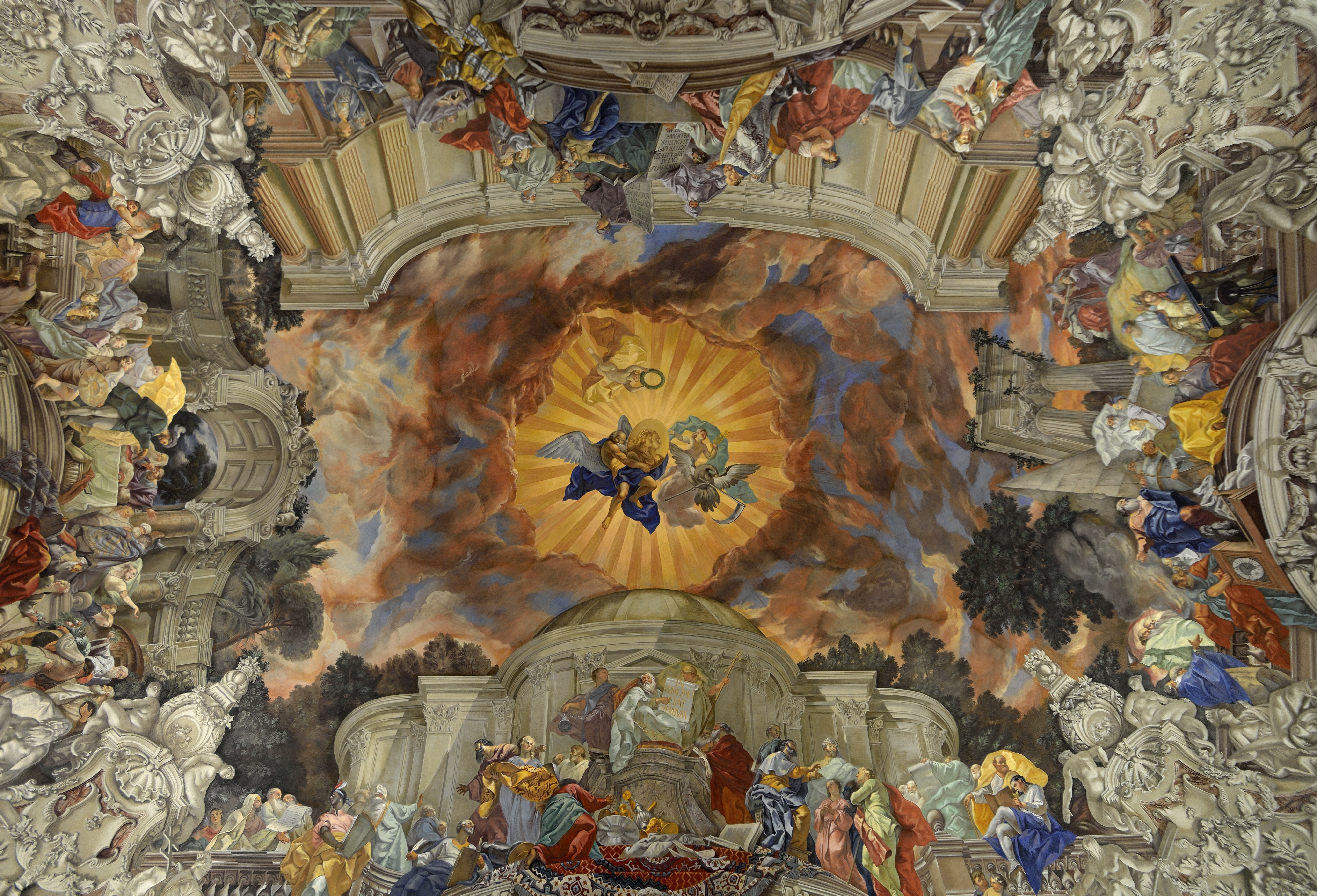
Deckengemälde von Gregorio Guglielmi und Paul Reckendorfer (teilweise Rekonstruktion) im Festsaal der Österreichischen Akademie der Wissenschaften